# Shawnee Smith
Shawnee Smith (Orangeburg, Dél-Karolina, 1969. július 3. –) amerikai színésznő, énekesnő.

## Fiatalkora
Anyja Patricia Ann, ápolónő, apja Jim Smith, pilóta.  Egyéves korában a család Dél-Karolinából a kaliforniai Van Nuys-be költözött. Szülei két éves korában elváltak. Shawnee a Ranchito Elementary School-ba járt Panorama Cityben, majd a Madison Jr. High-ba Észak-Hollywoodban. 1987-ben végzett.

## Pályafutása
1982-ben tűnt fel először a filmvásznon, az Annie című családi vígjátékban táncosnőként szerepelt. Ez után több sorozat egy-egy epizódjában kapott kisebb szerepet, majd az 1985-ös Crime of Innocence című televíziós filmdrámában nyújtott alakításáért elnyerte a Youth in Film Award (ma már Young Artist Award) díjat. Az 1986-os Vasmadarak – Lángoló égbolt című akciófilmben Louis Gossett Jr., Jason Gedrick és David Suchet partnere lehetett. 1988-ban kiválasztották A massza című horrorfilm főszerepére. A félelem órái című, Mickey Rourke és Anthony Hopkins főszereplésével készült 1990-es krimiben is viszontláthattuk, May Cornell szerepében. Még ugyanebben az évben került a televízió képernyőjére egy minisorozat Jackie Collins: Vad játszma címmel, aminek három epizódjában is Olympia Stanislopoloust alakította. 
A Las Vegas, végállomás (1995) című filmben, majd 1997 és 1998 között a The Tom Show című sorozat 19 epizódjában tűnt fel, utóbbiban Florence Madison szerepében. Az 1998-as Armageddon című Bruce Willis-filmben is kapott egy kisebb szerepet. A Becker című sorozatban hét évadon keresztül alakította Lindát.
2004-ben a Fűrész című horrorfilmben főszerepet kapott, mint Amanda Young. 2023-ig három további folytatásban is eljátszotta a szerepet. A Nyugi, Charlie! című vígjátéksorozatban 95 részen át volt Jennifer Goodson, Charlie Goodson (Charlie Sheen) dühterapeuta felesége. 2016-ban a Savannah Sunrise című családi vígjátékban és a Believe című drámában is főszerepet kapott.

## Érdekességek
- Énekesként turnézott Amerikában és az Egyesült Királyságban egy Fydolla Ho nevű rock-zenekarral.
- A Becker két epizódjában is énekelt két, illetve egy dalt, bár a nevét ezen a címen nem tüntették fel. A Fűrész 3. részében a Killer inside című számot szintén az ő előadásában hallhatjuk.

## Filmográfia

### Film
| Év   | Magyar cím                  | Eredeti cím               | Szerep                | Magyar hang     |
| ---- | --------------------------- | ------------------------- | --------------------- | --------------- |
| 1982 | Annie                       | Annie                     | táncosnő              |                 |
| 1986 | Vasmadarak – Lángoló égbolt | Iron Eagle                | Joenie                |                 |
| 1987 | Botcsinálta tanerő          | Summer School             | Rhonda Altobello      | Roatis Andrea   |
| 1988 | A massza                    | The Blob                  | Meg Penny             | Zsigmond Tamara |
| 1989 | Gyagyás nyomozás            | Who's Harry Crumb?        | Nikki Downing         | Mezei Kitty     |
| 1990 | A félelem órái              | Desperate Hours           | May Cornell           | Zsigmond Tamara |
| 1990 | A félelem órái              | Desperate Hours           | May Cornell           | Roatis Andrea   |
| 1995 | Las Vegas, végállomás       | Leaving Las Vegas         | motoros lány          | Kiss Eszter     |
| 1995 |                             | The Low Life              | nő                    |                 |
| 1996 | Női romlottság              | Female Perversions        | sminkes               |                 |
| 1997 |                             | Every Dog Has Its Day     | vöröshajú nő          |                 |
| 1997 | Halott ember ritkán táncol  | Dead Men Can't Dance      | Addy Cooper őrmester  |                 |
| 1997 |                             | Men                       | Clara                 |                 |
| 1997 |                             | Dogtown                   | Tammy Hayes           |                 |
| 1997 | Bombasztori                 | Bombshell                 | Shelly                |                 |
| 1997 | Eszem a szíved              | Eat Your Heart Out        | Nicole                |                 |
| 1998 | Armageddon                  | Armageddon                | vöröshajú nő          |                 |
| 1998 | Lelkek karneválja           | Carnival of Souls         | Sandra Grant          |                 |
| 1998 |                             | The Party Crashers        | Carolyn               |                 |
| 1999 |                             | A Slipping-Down Life      | Faye-Jean Lindsay     |                 |
| 1999 | Bajnokok reggelije          | Breakfast of Champions    | Bonnie MacMahon       | Árkosi Kati     |
| 2002 |                             | Never Get Outta the Boat  | Dawn                  |                 |
| 2004 | Fűrész                      | Saw                       | Amanda Young          | Vadász Bea      |
| 2004 |                             | The Almost Guys           | Bigger                |                 |
| 2005 | A sziget                    | The Island                | Suzie                 | Törtei Tünde    |
| 2005 | Fűrész II.                  | Saw II                    | Amanda Young          | Solecki Janka   |
| 2006 | Fűrész III.                 | Saw III                   | Amanda Young          | Solecki Janka   |
| 2009 | Átok 3.                     | The Grudge 3              | Dr. Francine Sullivan |                 |
| 2009 | Fűrész VI.                  | Saw VI                    | Amanda Young          | Solecki Janka   |
| 2010 | Halálos sebesség            | Kill Speed                | Honey                 |                 |
| 2013 | Jayne Mansfield kocsija     | Jayne Mansfield's Car     | Vicky Caldwell        | Roatis Andrea   |
| 2013 | A lélek zenéje              | Grace Unplugged           | Michelle Trey         | Németh Borbála  |
| 2016 |                             | Savannah Sunrise          | Joy                   |                 |
| 2016 |                             | Believe                   | Dr. Nancy Wells       |                 |
| 2021 |                             | Christmas vs. the Walters | Diane Walters         |                 |
| 2023 | Fűrész X.                   | Saw X                     | Amanda Young          | Solecki Janka   |

### Televízió
| Év        | Magyar cím                     | Eredeti cím                              | Szerep                        | Megjegyzések                                            |
| --------- | ------------------------------ | ---------------------------------------- | ----------------------------- | ------------------------------------------------------- |
| 1984      |                                | Silver Spoons                            | Tawny                         | 1 epizód                                                |
| 1985      |                                | Not My Kid                               | Carol                         | tévéfilm                                                |
| 1985      |                                | It's Your Move                           | Brenda                        | 1 epizód                                                |
| 1985      | Cagney és Lace                 | Cagney & Lacey                           | Mrs. Zal lánya                | 1 epizód                                                |
| 1985      |                                | Crime of Innocence                       | Jodi Hayward                  | tévéfilm                                                |
| 1986      |                                | All Is Forgiven                          | Sonia Russell                 | visszatérő szereplő (9 epizód)                          |
| 1986      |                                | Easy Prey                                | Tina Marie Risico             | tévéfilm                                                |
| 1988      | Bluegrass                      | Bluegrass                                | Alice Gibbs                   | - tévéfilm - magyar hangja: - Somlai Edina              |
| 1988      |                                | I Saw What You Did                       | Kim Fielding                  | tévéfilm                                                |
| 1989–1990 |                                | Brand New Life                           | Amanda Gibbons                | visszatérő szereplő (6 epizód)                          |
| 1990      | Jackie Collins: Vad játszma    | Lucky Chances                            | Olympia Stanislopolous Golden | minisorozat (3 epizód)                                  |
| 1993      | Gyilkos sorok                  | Murder, She Wrote                        | Jill Cleveland                | 1 epizód                                                |
| 1994      | Stephen King: Végítélet        | The Stand                                | Julie Lawry                   | - minisorozat (3 epizód) - magyar hangja: - Biró Anikó  |
| 1994      | X-akták                        | The X-Files                              | Jessie O'Neil                 | - 1 epizód (Tűzjáró) - magyar hangja: - Biró Anikó      |
| 1996      |                                | Face of Evil                             | Jeanelle Polk                 | tévéfilm                                                |
| 1997      | Hazudik a napsugár             | Something Borrowed, Something Blue       | Teri                          | tévéfilm                                                |
| 1997      |                                | Arsenio                                  | Laura Lauman                  | visszatérő szereplő (6 epizód)                          |
| 1997      | Ragyogás                       | The Shining                              | pincérnő                      | - minisorozat (1 epizód) - magyar hangja: - Keönch Anna |
| 1997–1998 |                                | The Tom Show                             | Florence Madison              | visszatérő szereplő (19 epizód)                         |
| 1998      | Alvilági játszma               | Players                                  | Lila                          | 1 epizód                                                |
| 1998      | Kétszer volt, hol nem lett     | Twice Upon a Time                        | Maggie Fowler                 | tévéfilm                                                |
| 1998–2004 |                                | Becker                                   | Linda                         | főszereplő (129 epizód)                                 |
| 2003      | Kim Possible                   | Kim Possible                             | Vivian Porter (hangja)        | 1 epizód                                                |
| 2005      |                                | Washington Street                        | ismeretlen szerep             | tévéfilm                                                |
| 2007      |                                | Traveling in Packs                       | Ivy                           | eladatlan próbaepizód                                   |
| 2007      | Beépített feleség              | Secrets of an Undercover Wife            | Lisa Wilder-Crews             | tévéfilm                                                |
| 2008      |                                | 30 Days of Night: Dust to Dust           | Gina Harcourt nyomozó         | - minisorozat (1 epizód) - vezető producer              |
| 2008      | Sikítófrász                    | Scream Queens                            | önmaga                        | házigazda és mentor (8 epizód)                          |
| 2010      | Esküdt ellenségek: Los Angeles | Law & Order: Los Angeles                 | Trudy Sennett                 | 1 epizód                                                |
| 2010–2011 | Az amerikai tini titkos élete  | The Secret Life of the American Teenager | Carrie                        | 2 epizód                                                |
| 2012      |                                | Reel America                             | Lisa Slotnik                  | tévéfilm                                                |
| 2012–2014 | Nyugi, Charlie!                | Anger Management                         | Jennifer Goodson              | főszereplő (100 epizód)                                 |
| 2023      | Ég a város                     | City on Fire                             | Ramona                        | visszatérő szereplő (4 epizód)                          |